# Koszovó alkotmánya
A Koszovói Köztársaság alkotmányát 2008. június 15-én fogadta el a koszovói parlament. Az ENSZ koszovói békefenntartó missziójának (UNMIK) fennhatósága alatt álló szakadár szerbiai tartományt az ún. alkotmányos rendszer alapján igazgatják, amely az ENSZ BT. 1244. sz. határozatán alapul és amelyet 2001-ben fogadtak el. Ennek alapján hozták létre a koszovói törvényhozó és végrehajtó testületeket, az ideiglenes kormányt és az ideiglenes államfői hivatalt. A határozat alapján az ideiglenes kormányzat az ENSZ Főtitkárának különleges képviselőjének tartozik felelősséggel. A koszovói alkotmányt az ENSZ, és az UNMIK nem ismeri el, mivel azt az ENSZ főtitkárának különleges képviselője nem ellenjegyezte, így formailag nem lépett hatályba. Ugyanakkor a pristinai albán hatóságok azt érvényesként kezelik, és próbálják alkalmazni.
Szerbia, amely továbbra is kiáll szuverenitása, és területi integritása mellett, szintén nem ismeri el az alkotmány érvényességét. A mai napig (2008. augusztus 27.) a világ 192 nemzetközileg elismert államából mindössze 46 ország ismerte el Koszovó függetlenségét (ezen felül Tajvan). Az EU nem alakított ki közös álláspontot, de a 27 tagállamból 21 már elismerte Koszovó önállóságát.

## A 2008-as alkotmány előkészítése
Az új alkotmány tervezete 2008 áprilisára készült el. Az alkotmány rendelkezéseinek nagy része az Ahtisaari-javaslatból származik, például különleges jogokat ad a kisebbségi szerbeknek és garantálja a Koszovóban élő polgárok biztonságát.
Az alkotmányt 2008. április 9-én fogadta fogadta el a parlament és június 15-én lépett életbe.
Az új alkotmány elfogadása nem jelenti, hogy az UNMIK képviselői elhagyják Koszovót, hiszen az ENSZ BT. még nem határozott a misszió felszámolásáról. Mivel az alkotmány rendelkezéseit a kisebbségi szerbek által ellenőrzött területen nem fogják érvényesíteni, az alkotmány elfogadása de facto Koszovó felosztását idézte elő.

## A 2008-as alkotmány rendelkezései
Az alkotmánynak összesen 14 fejezete és 162 paragrafusa van. Az alkotmány előszava így rendelkezik:

"Mi, Koszovó népe attól vezetve, hogy a szabad, demokratikus és békeszerető Koszovó jövőjét biztosítsuk, amely minden állampolgárának otthont biztosít
Eltökélve a szabad polgárok államának létrehozása mellett, amely mindenkinek egyenlőséget, polgári szabadságjogokat és a törvény előtti egyenlőséget biztosít,
Eltökélve polgárainak jólétét és boldogulását biztosító Koszovó mellett
Meggyőződve arról, hogy Koszovó részt vehet a régió és egész Európa stabilitásának megteremtésében a szomszédos államokkal való békés viszony kialakításával,
Meggyőződve arról, hogy Koszovó megbecsült tagja lehet a világ békeszerető államainak családjának,
Azzal a szándékkal, hogy Koszovó teljes jogú államként vehessen részt az euro-atlanti integráció folyamatában,
Ünnepélyesen elfogadjuk a Koszovói Köztársaság alkotmányát."

Az alkotmány további rendelkezési kijelentik, hogy a Koszovói Köztársaságnak nincsenek területi követelései egyetlen állammal szemben sem és nem törekszik már állammal vagy annak részével való egyesülésre. Ez utóbbi üzenet részben a szomszédos Albániának, részben a szerbiai és macedóniai albán kisebbségeknek szól.
Az alkotmány rendelkezik a politikai és az egyházi élet szétválasztásáról és a 8. paragrafus értelmében „semleges álláspontot képvisel a vallási felekezetekkel szemben”.

## Koszovó önrendelkezésének előzményei a 20. században
1913-ban a szerb királyság foglalta el Koszovó területét az 1913-ban aláírt londoni és bukaresti szerződések értelmében. A terület ezt megelőzően az Oszmán Birodalom fennhatósága alá tartozott, a terület elfoglalását Szerbia 1914. március 14-én különegyezményben fogadtatta el Törökországgal. Az első világháború után a területet, Szerbiával együtt, megtámadta az Osztrák–Magyar Monarchia, illetve Bulgária hadserege, de a háború befejeztével 1918-ban a háborút lezáró londoni egyezmény a Jugoszláv királyságnak ítélte a területet.
A második világháború idején Albánia része lett, és Olaszország megszállása alá kerül. 1943-ban az olasz csapatok helyére németek érkeznek, és 1944-ig, a jugoszláv partizánok megérkezéséig az ő fennhatóságuk alá tartozott. A kommunista Jugoszlávia idején ismét Szerbia része lesz, 1964-ben kialakítják a Kosovói Autonóm Köztársaságot. Az 1974-es alkotmány (amely Koszovó első alkotmánya) alapján megnőtt a Koszovói Szocialista Autonóm tartomány kormányzatának jogköre, elnöke és miniszterelnöke lett, akik helyet foglalhattak a szövetségi elnökségben – ezzel Koszovó gyakorlatilag köztársaság lett a szövetségen belül, de jogilag továbbra is Szerbia része maradt. Ezt követően a szerb vezetés számos alkalommal próbálta Koszovót a befolyása alá venni, de az alkotmány módosításához egyetlenegyszer sem tudták megszerezni a többi jugoszláv tagállam támogatását.
Az 1980-as években a koszovói albánok továbbra is a terület függetlenségét követelték, ezzel szemben 1990-ben Szerbia elfogadott egy új alkotmányt, amely a terület jogi helyzetét lényegében az 1946-os szövetségi alkotmánynak megfelelően visszaállította. Erre válaszul a koszovói tartományi gyűlés 1990. július 2-án kiadott egy függetlenségi nyilatkozatot, amelyben kikiáltotta függetlenségét Szerbiától (de nem Jugoszláviától). A nyilatkozat szerint az albánok önálló államalkotó nép (narod) a Jugoszláv Népköztársaságon belül és jogában áll a népek önrendelkezés jogát érvényesíteni. Nem meglepő módon a nyilatkozatot a jugoszláv alkotmánybíróság 1991-ben alkotmányellenesnek minősítette, indoklása szerint a nyilatkozat érvénybe lépéséhez a szövetségi és a szerb alkotmány módosítása is szükséges lenne. További indokok voltak, hogy Szerbiának előzetesen bele kellene egyezni a terület státuszának megváltoztatásához az 1974-es alkotmány értelmében, illetve hogy az albánok nem államalkotó nép, hanem nemzeti kisebbség, és így nem rendelkeznek az önrendelkezési joggal a szövetségi államon belül.
Slobodan Milošević, aki 1987-ben került a szerb kommunista párt, és 1989-ben Szerbia élére a szerb nacionalista érzelmekre építve 1990. július 5-én a koszovói tartományi gyűlés és a tartományi kormány feloszlatása mellett döntött és szerb közigazgatást vezetett be a tartományban. Erre a lépésre az albánok felkelésekkel válaszoltak és kikiáltották a Koszovói Köztársaságot, amely 1990-2000 között létezett és bejelentették a tartomány elszakadását Szerbiától. Erre válaszuls a Jugoszláv Néphadsereg egységei bevonultak a térségbe, felszámolták a helyi nemzetgyűlést, és bezárták az olyan iskolákat, ahol albánul tanítottak. Az albánok létrehozták a saját iskolarendszerüket, ami része volt annak a folyamatnak, hogy kialakuljon egy kettős társadalmi rendszer Kosovóban. 1991 szeptemberében titkos népszavazáson a kosovóiak a függetlenség mellett döntöttek, és október 19-én kikiáltották a független Kosovót, melyet kizárólag Albánia ismert el.
Az UCK, a Kosovói Felszabadítási Hadsereg 1998-ra fegyveres felkelést szított a szerbek ellen, akik a tartomány feletti hatalom visszaszerzésére nagy offenzívát indítottak az UCK ellen, az emiatt kezdeményezett rambouillet-i tárgyalások sikertelensége után kezdődött meg márciusban a NATO bombázása. Ekkor a szerb fél etnikai tisztogatásba kezdett, újabb menekültáradatot elindítva és végül júniusban fogadták el a Martti Ahtisaari finn elnök és Viktor Csernomirdin  orosz követ által közvetített békét, mely értelmében a szerb csapatok és velük a kosovói szerb civil lakosság nagy része is elhagyta Kosovót és a menekült albánok nagy része visszatért a tartományba.
A tartományt 1999-től az ENSZ UNMIK missziója igazgatja és a NATO erők KFOR missziója tartja fenn a békét. 2001 óta az Önkormányzat Ideiglenes Intézményeinek adtak át bizonyos önkormányzati feladatokat, megalakították a 120 tagú Koszovói Nemzetgyűlést, melynek 100 tagját közvetlenül választják, míg 20 szék a tartomány kisebbségeinek van fenntartva. 2004-ben újra etnikai jellegű zavargások voltak a régióban, melyek után megnőtt a nemzetközi nyomás Kosovo státusának rendezéséért. Függetlenségét egyoldalúan, 2008. február 17-én kiáltotta ki a koszovói parlament.

## Külső hivatkozások
- A 2008-as alkotmány hivatalos weboldala)
- Az alkotmány fordításai
- Az UNMIK által bevezetett alkotmányos rendszer (UNMIK/REG/2001/9) szövege angolul Archiválva 2008. február 13-i dátummal a Wayback Machine-ben